# Cicynethus peringueyi
Cicynethus peringueyi là một loài nhện trong họ Zodariidae.
Loài này thuộc chi Cicynethus. Cicynethus peringueyi được Eugène Simon miêu tả năm 1893.